# Inés Paz
Inés Paz Lemetre (Gijón, España, 21 de febrero de 1980) es una presentadora y reportera española.
En 2013, Inés fue la portavoz española en la LVIII edición del Festival de la Canción de Eurovisión, que se celebró en la localidad sueca de Malmö. De este modo, sustituyó a Elena Sánchez en la tarea de anunciar los votos que otorgaba la delegación española.
El 22 de agosto de 2013 anunció su retiro del programa de TVE, La mañana de La 1, en su cuenta de Twitter.
En junio de 2015 se incorporó al equipo de reporteros del programa Aquí en Madrid de Telemadrid. 

## Televisión
- Televisión Local Gijón (2000-2005): reportera y presentadora.
- Muchoviaje (2004-2005) (La 1): reportera.
- Por la mañana (La 1) (2006-2008): reportera.
- Esta mañana (La 1) (2008-2009): colaboradora.
- La mañana de La 1 (La 1) (2009-2013): copresentadora.
- La mañana de verano (La 1) (2012-2013): presentadora.
- Festival de la Canción de Eurovisión (2013): portavoz de los votos de España.
- Aquí en Madrid (Telemadrid) (2015-2017): reportera.
- La batalla de los pueblos (TPA7) (2016-2017): presentadora.
- Viajeros Cuatro (Cuatro) (2018): reportera.
- Liarla Pardo (La Sexta) (2018-2021): colaboradora.
- Días de verano (La 1) (2021): presentadora.
- La Roca (La Sexta) (2021-actualidad): colaboradora.
- Con denominación de origen (TPA7) (2024-actualidad): presentadora.

## Radio
- La radio es mía (RPA) (2023-actualidad): presentadora.